# Австронезийские народы

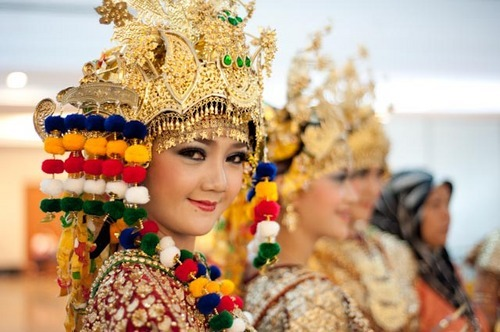
Танцовщица гендинг-шривиджая, Палембанг, Индонезия.

Австронези́йские наро́ды (австронезийцы) — народы, говорящие на австронезийских языках. Сюда входят жители острова Тайвань (т. н. гаошань), чамы (тямы) и чамы (тямы) горные, большинство индонезийцев и филиппинцев, восточные тиморцы, малайцы Малайзии и Сингапура, малагасийцы Мадагаскара, полинезийцы, микронезийцы, меланезийцы.
По лингвистическим данным, носители австронезийского праязыка жили в субтропических прибрежных районах нынешнего Китая от Фуцзяня до Шаньдуна. Им было известно земледелие (возделывали просо и рис), мореходство. Они строили суда с балансирами (прообраз катамарана), выделывали материю из луба (тапа, прообраз бумаги).
Существует гипотеза о родстве австронезийских, тай-кадайских языков и языков мяо-яо с  австроазиатскими. Их объединяют в аустрическую макросемью.
Боди-арт среди австронезийских народов является обычным явлением, особенно сложная татуировка, которая является одной из самых известных пан-австронезийских традиций.

## Расселение

Хронологическое расселение австронезийцев в Ближней и Далёкой Океании

Австронезийские народы были первыми, начавшими строить морские парусники, пригодные для дальних путешествий (в первую очередь катамараны, каноэ с балансиром, суда с треугольным парусом др.), что позволило им быстро расселиться на островах Индийского и Тихого океана. Распад австронезийской общности начался в V—IV тысячелетии до н. э. Часть переселилась на Японские острова, где была впоследствии полностью ассимилирована. В IV—III тысячелетии до н. э. австронезийцы через Филиппинские о-ва заселили Малайский архипелаг, достигли северного побережья Новой Гвинеи. В районе архипелага Бисмарка сложилась культура лапитоидной керамики, которая в XIII в. до н. э. распространилась на острова Фиджи и Тонга. Затем были заселены Полинезия и Микронезия. В материковой Азии расселение прошло двумя волнами (Малайзия и Индокитай), и в I тысячелетии н. э. выходцы с Калимантана заселили Мадагаскар.

## Религия
Религиозные традиции австронезийских народов сосредоточены главным образом на духах предков, духах природы и богах. Она в основном представляет собой сложную анимистическую религию. Мифологии различаются в зависимости от культуры и географического положения, но имеют общие базовые аспекты, такие как поклонение предкам, анимизм, шаманизм и вера в духовный мир и могущественных божеств. Существует также большое количество общей мифологии и общая вера в ману.
В настоящее время многие из этих верований постепенно заменились на другие. Примерами местных религий являются: анито, сунда вивитан, кеджавен, кахаринган или религия маори. Многие австронезийские религиозные верования были включены в принесённые им иностранные религии, такие как индуизм, буддизм, христианство и ислам. Сейчас ислам исповедуют большинство австронезийцев Индонезии, Малайзии, Брунея, Сингапура, Таиланда, Вьетнама и Майотты, а также моро на юге Филиппин; в остальных странах преобладает христианство (католицизм и протестантизм). Балийцы в основном исповедуют индуизм.